# Sookatse
Sookatse es un despoblado del municipio de Lääneranna en el condado de Pärnu, Estonia, con una población censada a final del año 2011 de 0 habitantes. 
Se encuentra ubicada al noroeste del condado, cerca de la costa del golfo de Riga y de la frontera con los condados de Rapla y Lääne.